# 吴藕汀
吴藕汀（1913年—2005年），浙江嘉兴人，画家、诗人。1950年代任职于嘉业堂藏书楼。后于南浔隐居。

## 详见
- 许颜. 吴藕汀:“最后的名士”[J]. 文化交流, 2013(11):77-80.
- 张建智. 陋室天地有乾坤——怀念吴藕汀[J]. 博览群书, 2011(2):124-128.
- 佚名. 我不会画画 吴藕汀访谈[J]. 东方艺术, 2004(Z1):4-19.
- 范笑我. 自由精神,独立人格——记吴藕汀先生[J]. 古今谈, 2013.

1. ↑  .   [2019-03-29]. （原始内容存档于2019-03-29）.